# Niekerk (Grootegast)
Niekerk (dialekt groningski Naikerk) – wieś w Holandii, w prowincji Groningen, w gminie Grootegast. 